# تل‌العماره
تل العماره (به عربی: تل العمارة) یک روستا در سوریه است که در ناحیه مرکز جرابلس واقع شده‌است. تل العماره ۱٬۰۵۰ نفر جمعیت دارد.